# Apotomis funerea
Apotomis funerea es una especie de polilla del género Apotomis, tribu Olethreutini, familia Tortricidae. Fue descrita científicamente por Meyrick en 1920.
Se distribuye por América del Norte, en Ontario, Toronto, Canadá.